# GiNaT
GiNaT (hebr. גנת) ist ein Akronym für drei verschiedene Ansätze der Exegese der Jüdischen Bibel und anderer heiliger Texte in der Tradition des rabbinischen Judentums:
- Der erste Konsonant Gimel (G) steht für Gematria.
- Der zweite Konsonant Nun (N) steht für Notarikon.
- Der dritte Konsonant Taw (T) steht für Temura.

Das Wort ginnat (גנת) ist der Status constructus von ginna (גנה; dt. Garten) und taucht als Akronym im Titel Ginnat egos (גנת אגוז; dt. Nussgarten, verfasst 1274, Erstdruck 1615) des spanischen Kabbalisten Josef Gikatilla auf.

## Auslegung der Tora
Über klassische Lesarten hinaus lassen sich mit Hilfe dieses Systems einige Bibelstellen in einem neuen, nicht wörtlichen Sinn interpretieren. Nach der kabbalistischen Buchstabenmystik sind die Worte und Buchstaben der Bibel mystische Chiffren oder Zahlen. Dies geschieht entweder synthetisierend oder identifizierend.
Die Ginat-Typologie steht mit der Pardes-Methodik in Verbindung. Diese besagt, dass der Tanach vierlagig angelegt wurde. Die Ginat-Methodik spricht von einem weiteren dreifachen Wortsinn. „Ginat“ bedeutet aus dem Hebräischen „Garten“. Das Wort GiNaT wird aus den Anfangsbuchstaben der Worte: Gematria, Notarikon und Temura zusammengesetzt.
Gematria ist eine Methode zur Interpretation von Worten mit Hilfe von Zahlen. Dabei werden Buchstaben in ihre Zahlenwerte überführt. Aus den Zahlenwerten werden dann Bedeutungen und Verbindungen abgeleitet. Notarikon ist eine Methode, mit der Anfangs- oder Endbuchstaben eines Wortes verbunden werden, um ein anderes Wort zu bilden. Daraus lassen sich andere, neue Worte oder Sätze finden. Temura ist eine Methode, um ein Wort zu erläutern, indem dessen Buchstaben miteinander vertauscht werden. Dadurch entsteht eine erklärende oder verborgene Bedeutung. Die Pardes-Ginat-Methode bzw. Paradies-Garten-Methode besagt also, dass alles in der Bibel einen siebenfachen Sinn hat.

## Gematria
Gematria wird auch identisierende Zahlenmystik genannt. Beispiel: Das hebräische Wort AChaD (אחד) bedeutet „ein“ und hat den Zahlenwert 13 (1+8+4). Das hebräische Wort AHaWA (אהבה) bedeutet „Liebe“ und hat ebenfalls den Zahlenwert 13 (1+5+2+5). Beide Worte sind laut der Gematria austauschbar:
„Darum wird ein Mann Vater und Mutter verlassen und an seinem Weibe hangen, und sie werden sein ein Fleisch.“ (1. Buch Mose 2,24)
Die Gematria überführt ein Wort in seinen Zahlenwert, um eine verborgene oder andere Bedeutung zu finden. Dann wird aus dem gleichen Zahlenwert ein neues Wort gebildet. Das Wort ein – im obigen Vers – kann dementsprechend zum Wort Liebe umformuliert werden, weil beide den gleichen Zahlenwert haben:
Darum wird ein Mann Vater und Mutter verlassen und an seinem Weibe hangen, und sie werden sein liebendes Fleisch.

## Notarikon
Notarikon wird auch synthetisierende Zahlenmystik genannt und erfolgt durch Erweiterung und Ergänzung von Buchstaben und Worten. So ruft David in seinem Testament für seinen Sohn Salomon (1 Kön 2,8): „Er hat mich verflucht mit einem harten (נמרצת [NiMReZeT]) Fluch .“
Die Konsonanten des hebräischen Wortes nimrezet bergen nach dieser Methodik folgende schmähende Vorwürfe in sich:
- Noeph: Ehebrecher
- Moabi: Moabiter
- Rozeach: Mörder
- Zores: Gewalttätiger
- Toeb: Grausamer

## Temura
Temura wird auch synthetisierende Zahlenmystik genannt, aber in diesem Fall erfolgt sie durch Umstellung der Buchstaben. Beispiel: Gott sagt im 2. Buch Mose (23,23): Ich will vor dir meinen Engel (מלאכי; Mal'achi) einhersenden! Durch Umstellung der Buchstaben von meinen Engel erhält man den Namen des Engels Michael (מיכאל).